# Медвинская сельская община
Ме́двинская сельская община (укр. Ме́двинська сільська громада), или Ме́двинская сельская объединённая территориальная община (укр. Ме́двинська сільська об'єднана територіальна громада) — территориальная община в Киевской области на Украине. Община создана 4 ноября 2017 года в ходе административно-территориальной реформы на Украине. В состав общины вошли Медвинский и Побережковский сельские советы (сёла Медвин, Дибровка, Побережка, Закутинцы, Софийка, Красногородка).
Первые выборы депутатов общины прошли 29 октября 2017 года. Главой сельской общины избрана Светлана Анатольевна Плаксун.
В июле 2020 года община была включена в укрупнённый Белоцерковский район, при этом к ней также было решено присоединить Бранепольский (село Браное Поле), Дмитренковский (сёла Дмитренки, Гута, Коряковка), Митаевский (село Митаевка) и Щербашеницкий (село Щербашенцы) сельсоветы бывшего Богуславского района.
Административный центр — село Медвин.

### История и состав общины

#### Село Медвин
Территория Медвина и его окрестностей была заселена издавна. Здесь раскопаны курганы эпохи бронзы (II тысячелетие до н. э.), Обнаружено поселение и исследованы курган раннескифского периода (конец VII — начало VI в. до н. э.). В центре села сохранились остатки вала и рва, которыми был обнесен славянское городище X-XIII веков.
Существует легенда, что в древности здесь существовал город, где киевский князь Владимир держал запасы вина и меда в так называемых медушах.
В XIII в. во время монголо-татарского нашествия Медвин был полностью разрушен.
В 1362 году Медвин был захвачен Великим княжеством Литовским, а с 1569 года он вместе с Богуславом попал под власть Польши. Как видно из люстрации 1615 года, его население не выполняло повинностей в пользу старосты, а отбывало военную службу в Богуславском полку. По королевскими привилегиями 1620 и 1655 гг. Медвин получил магдебургское право. Город имел собственные земли и управлялся старостами и судьями, избранными населением.
Вблизи Медвина, в урочище Черкес-долина, в 1596—1637 гг. происходили бои между крестьянско-казацкими отрядами под руководством Северина Наливайко, Павла Павлюка и Карпа Скидана и польскими войсками.
Во время освободительной войны 1648—1654 гг. Медвин был освобожден из-под власти шляхетской Польши и стал сотенным городом Корсунского полка. В 1654 году все население города присягнули на верность Российскому государству. Однако борьба против шляхетской Польши не прекратилась и после освободительной войны. В 1664 году в Медвине в течение четырёх недель выдерживали осаду русские войска во главе с воеводой Григорием Косаговым и казаки под командованием лубенского полковника Гамалеи. Потеряв в боях под Медвином большое количество солдат убитыми и пленными, польско-шляхетские отряды отступили.
После Андрусовского перемирия 1667 года Медвин остался за Польшей.
Участились нападения на Правобережную Украину, в том числе и на Медвин, со стороны крымских татар. В 1674 году российские войска и казацкие полки во главе с гетманом Левобережной Украины Иваном Самойловичем разбили под Медвином войска гетмана Правобережной Украины Петра Дорошенко, придерживающегося протурецкой ориентации, и татар. Жители города открыли ворота российско-казацкому войску во главе с Самойловичем и объявили себя подданными России.
Населения Медвина принимало активное участие в освободительной борьбе на Правобережной Украине под руководством Семёна Палия. В 1685 году город был освобожден из-под гнета польской шляхты казацким войском во главе с полковником Самойлом Самусем.
Село Медвин по административным делениями с XVII в. входил в Брацлавский уезд, с XIX в. — Каневский уезд Киевской губернии Российской империи.
По состоянию на 1900 год население Медвина составляло 9967 человек.
В 1923 году создан Медвинский район Корсунского округа, с 1925 года Белоцерковского округа, с 1930 года — Богуславский, с 1962 года — Таращанский, с 1965 года — Мироновский, с 1966 года село снова вошло в Богуславский район.

#### Село Побережка
Село Побережка существует с XVII века.
По преданию, первым поселенцем села был беглый крепостной Побережник, который занимался кузнечным ремеслом.
Архивные документы свидетельствуют, что в селе Побережка Звенигородского уезда насчитывалось дворов — 231, жителей — 1230 человек. Земли — 1570 десятин. В селе была 1 школа грамоты, 13 ветряных мельниц, 1 сельский банк, хлебный магазин, пожарный обоз.
Село Побережка расположено на правом берегу реки Боярка. Сегодня в селе функционируют школа I—III ступеней-детский сад, Дом культуры, библиотека, амбулатория общей практики семейной медицины, кафе, кафетерий, магазин.

#### Сёла Красногородка, Закутенци и Софийка
В состав упразднённого Побережковского сельского совета ранее также входили сёла Красногородка, Закутенци и Софийка.
Село Красногородка расположено на левом берегу реки Боярка. По преданию название села происходит от фамилии господина Красовского, другая — от цвета глины (красной, красной) из которой изготовляли кирпич. В селе, в то время, были одна православная церковь, построенная в 1771 году, церковно-приходская школа, 4 ветряных мельницы, постоялый двор, пожарный обоз.
Село Закутенци. Название села объясняется тем, что вокруг села было много лесов (село словно было «закутано»). В селе был православный храм (действующий и в настоящее время), церковно-приходская школа, 5 ветряных мельниц, кузница, хлебный магазин и пожарный обоз.
Название села Софийка имеет несколько версий. Одна происходит от имени жены графа Станислава Потоцкого Софии, другая — от имени девушки-сироты Софьи, которая прославилась своим добродушием и тем, что лечила больных людей.
С селом Софийка связано имя еврейского писателя Шолома Алейхема, работающего воспитателем дочери арендатора земель Лоева Ольги, которая впоследствии стала его женой.